# Олександрівка (Коростенський район)
Олекса́ндрівка — село в Україні, у Коростенському районі Житомирської області. Населення становить 9 осіб.

## Населення

### Мова
Розподіл населення за рідною мовою за даними перепису 2001 року:
| Мова       | Кількість | Відсоток |
| ---------- | --------- | -------- |
| українська | 9         | 100%     |

## Галерея

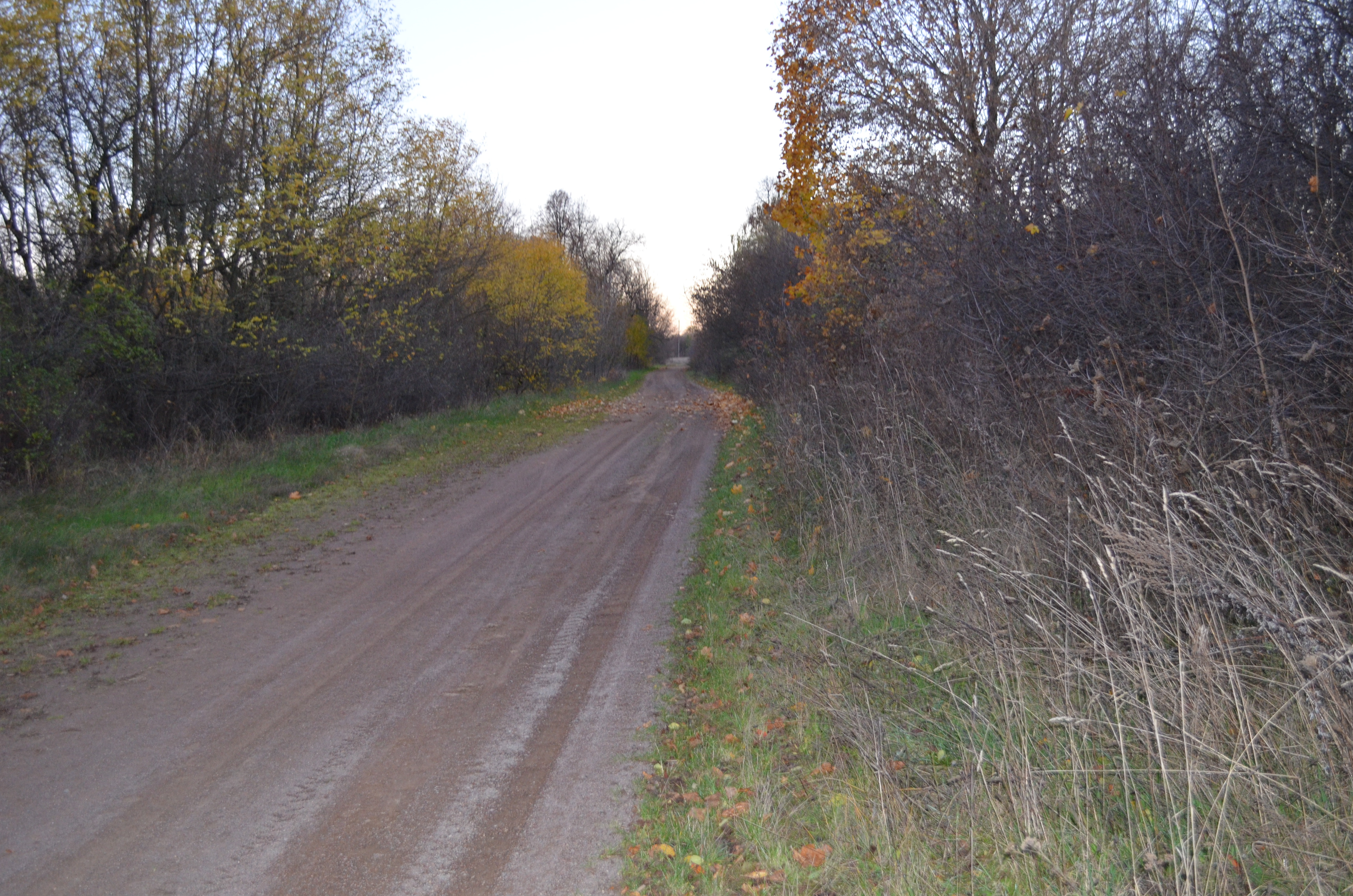
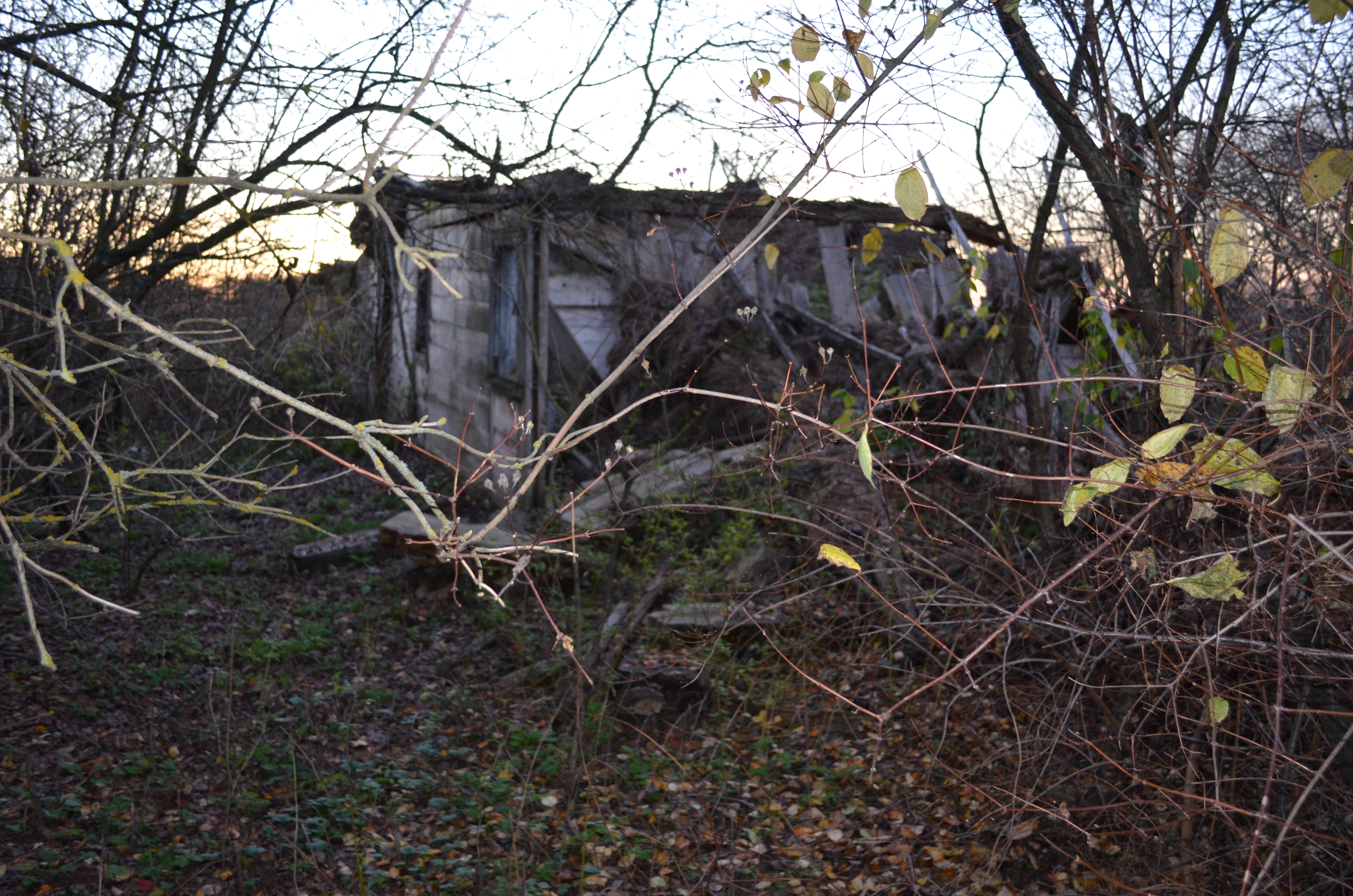
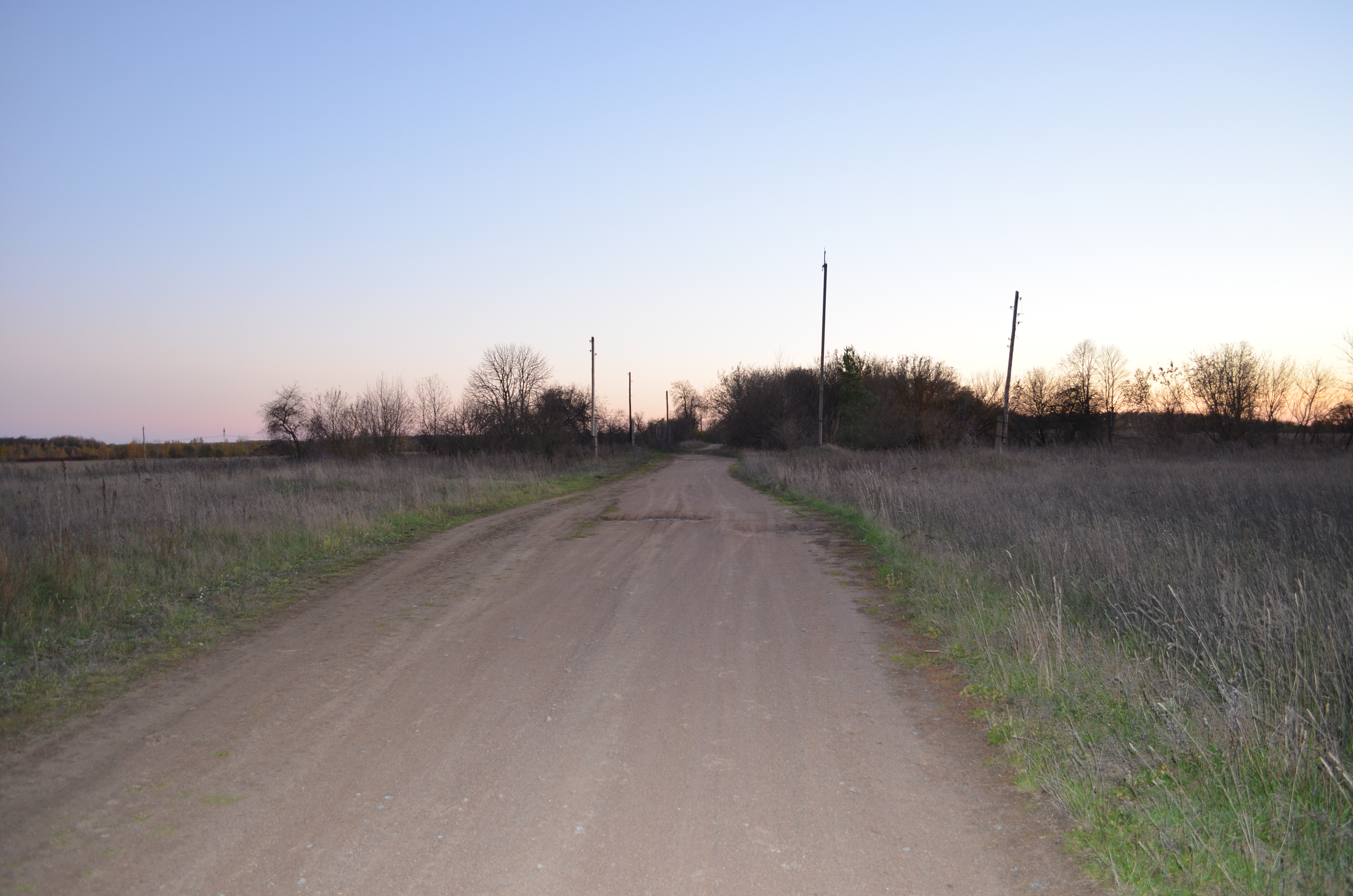
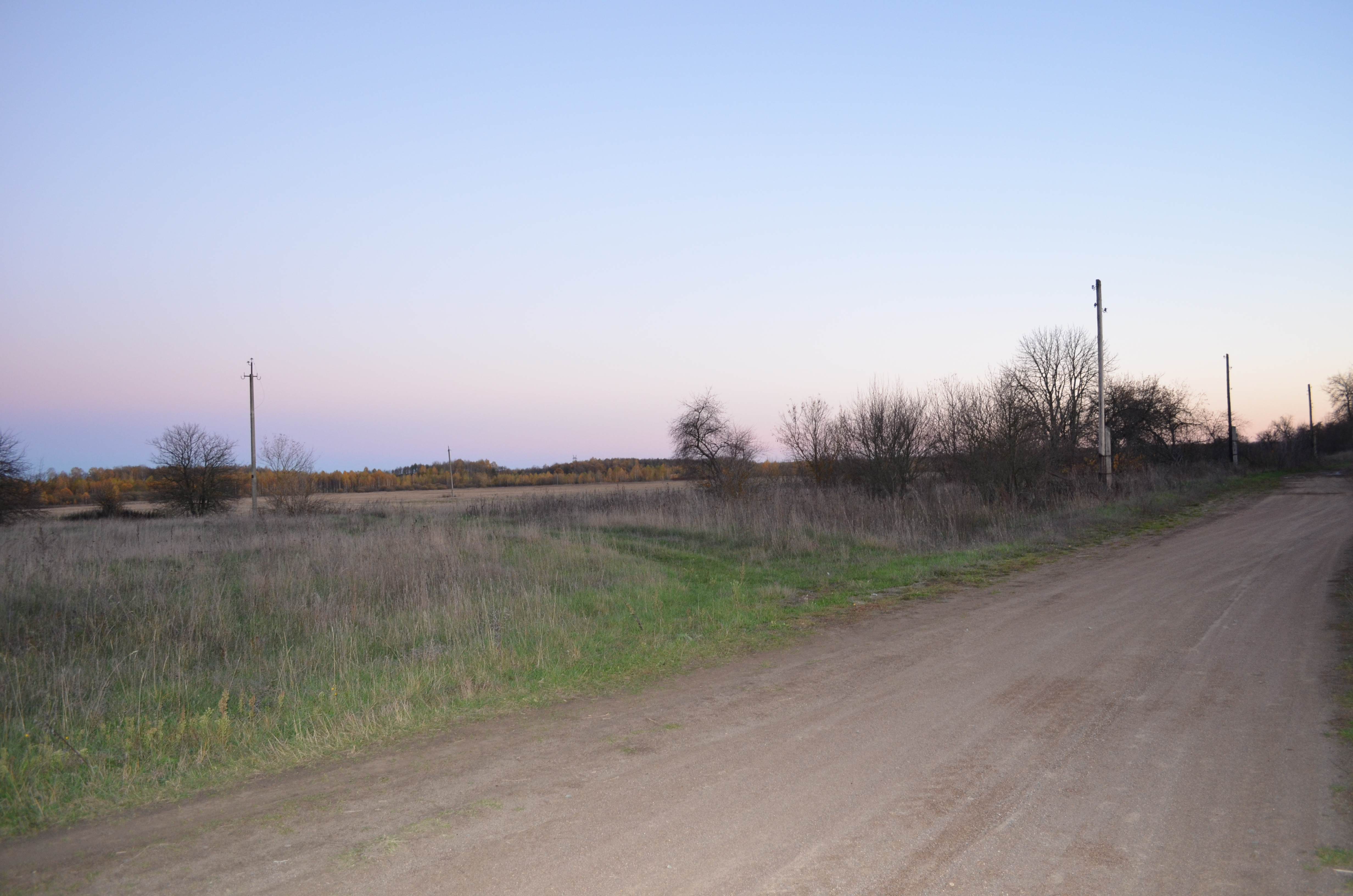
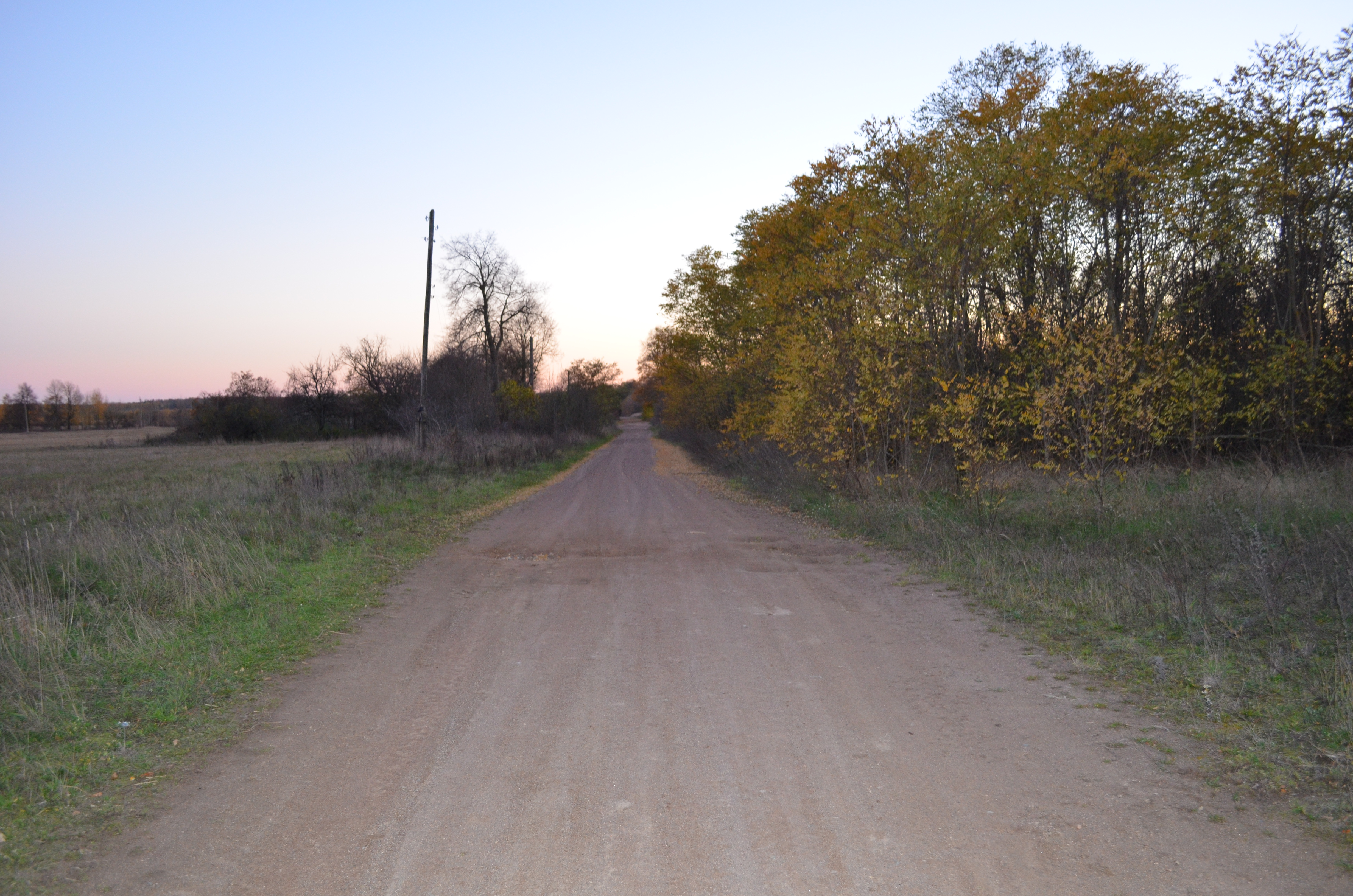
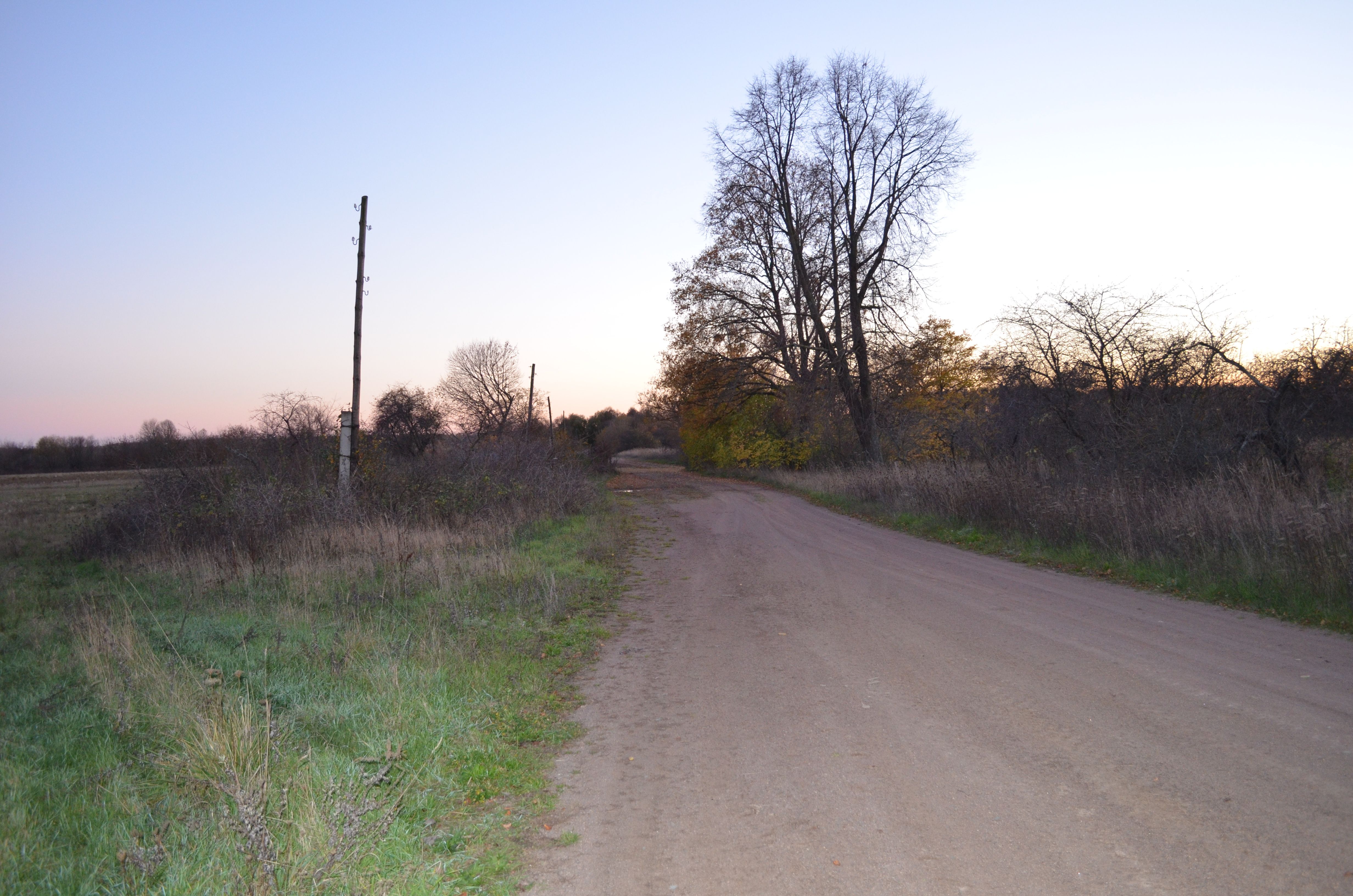
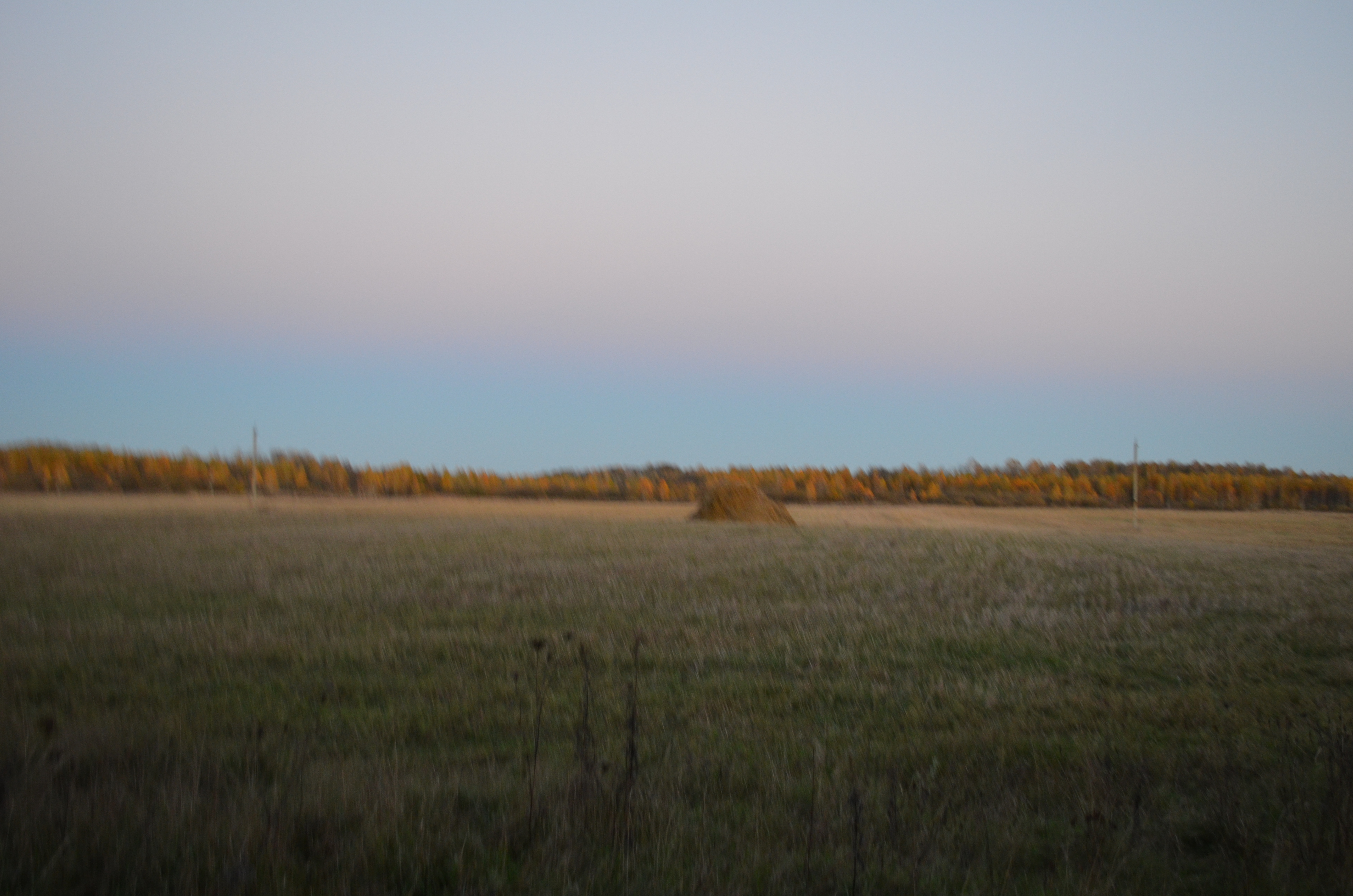
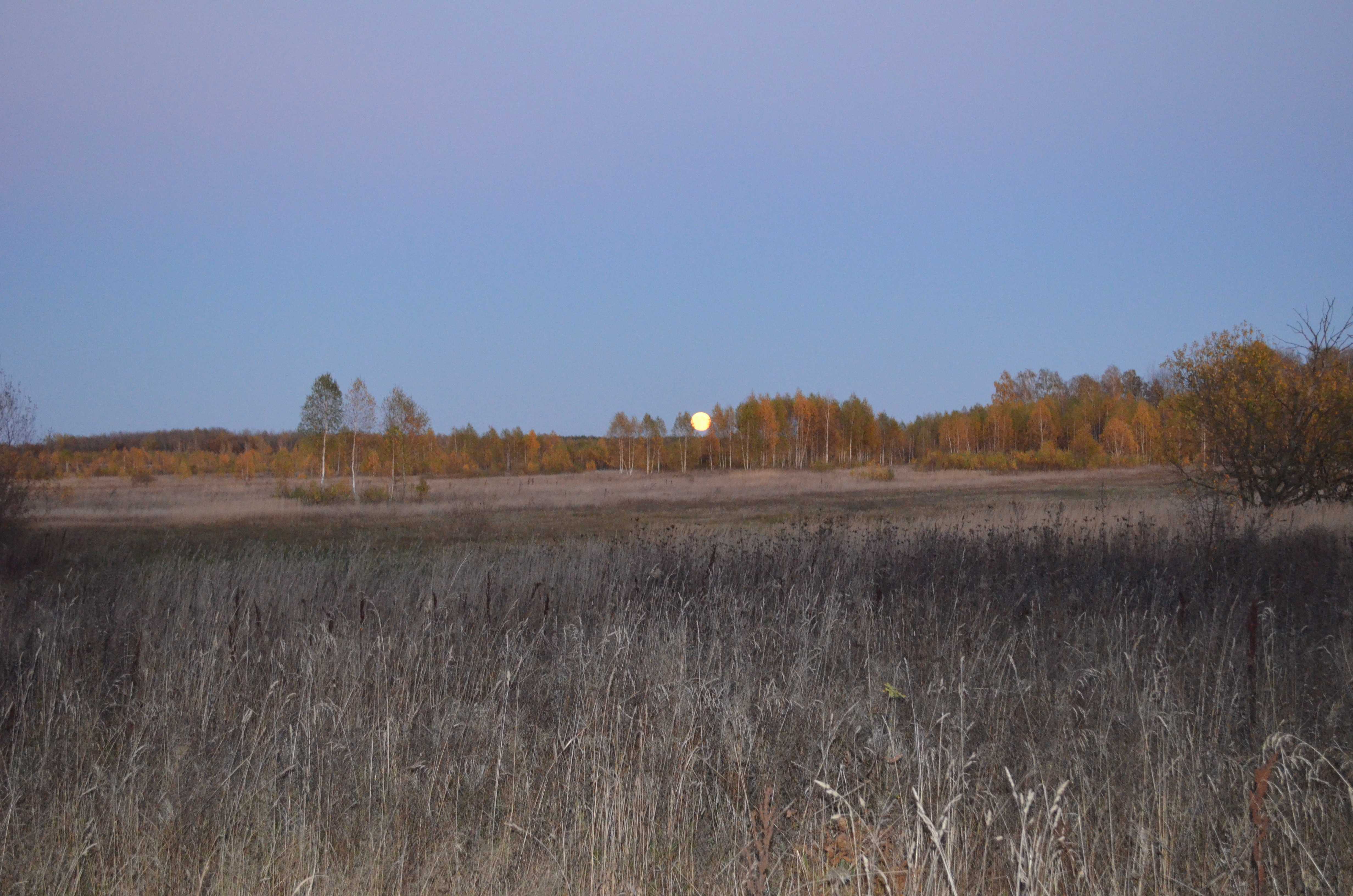
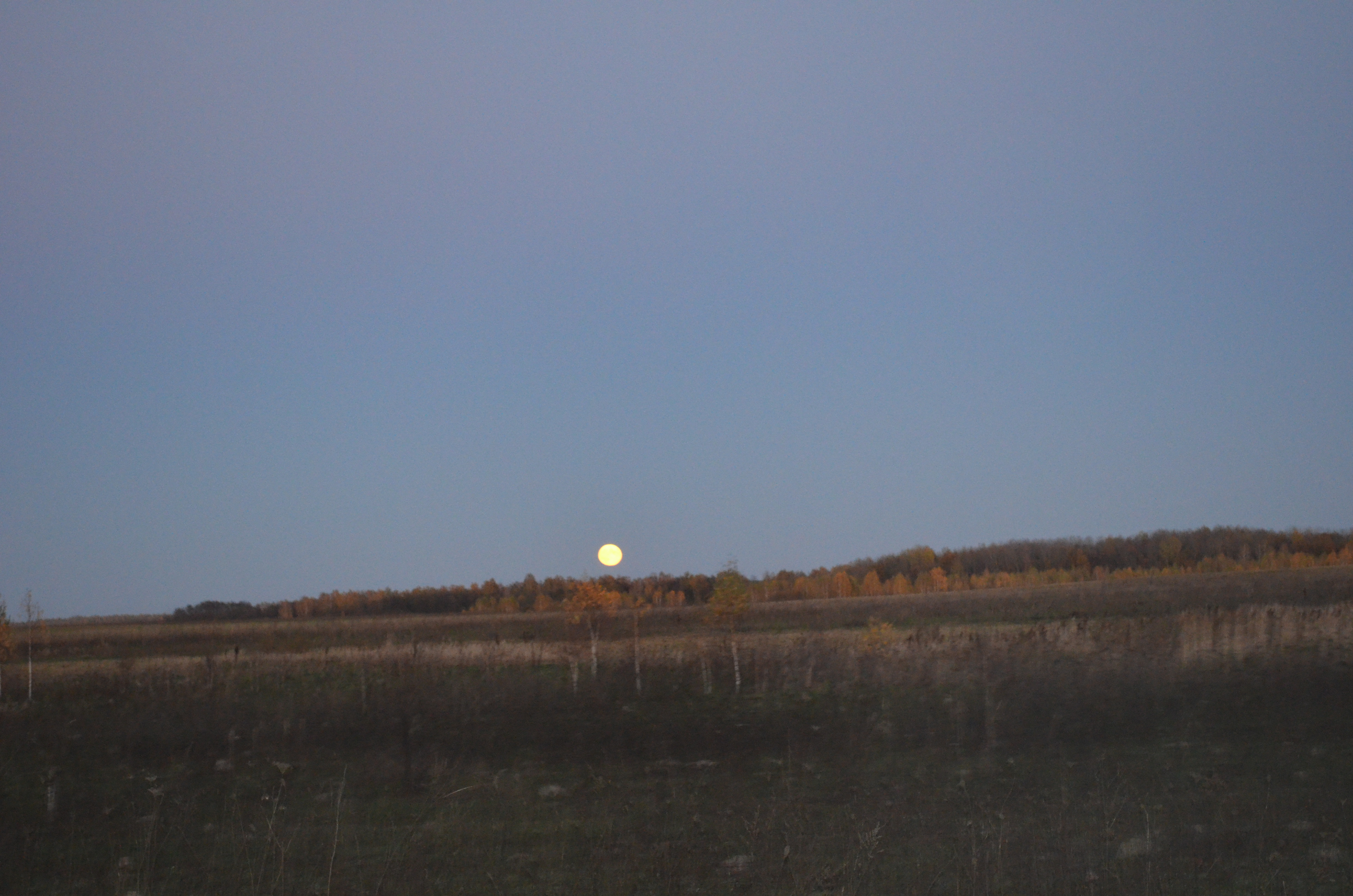
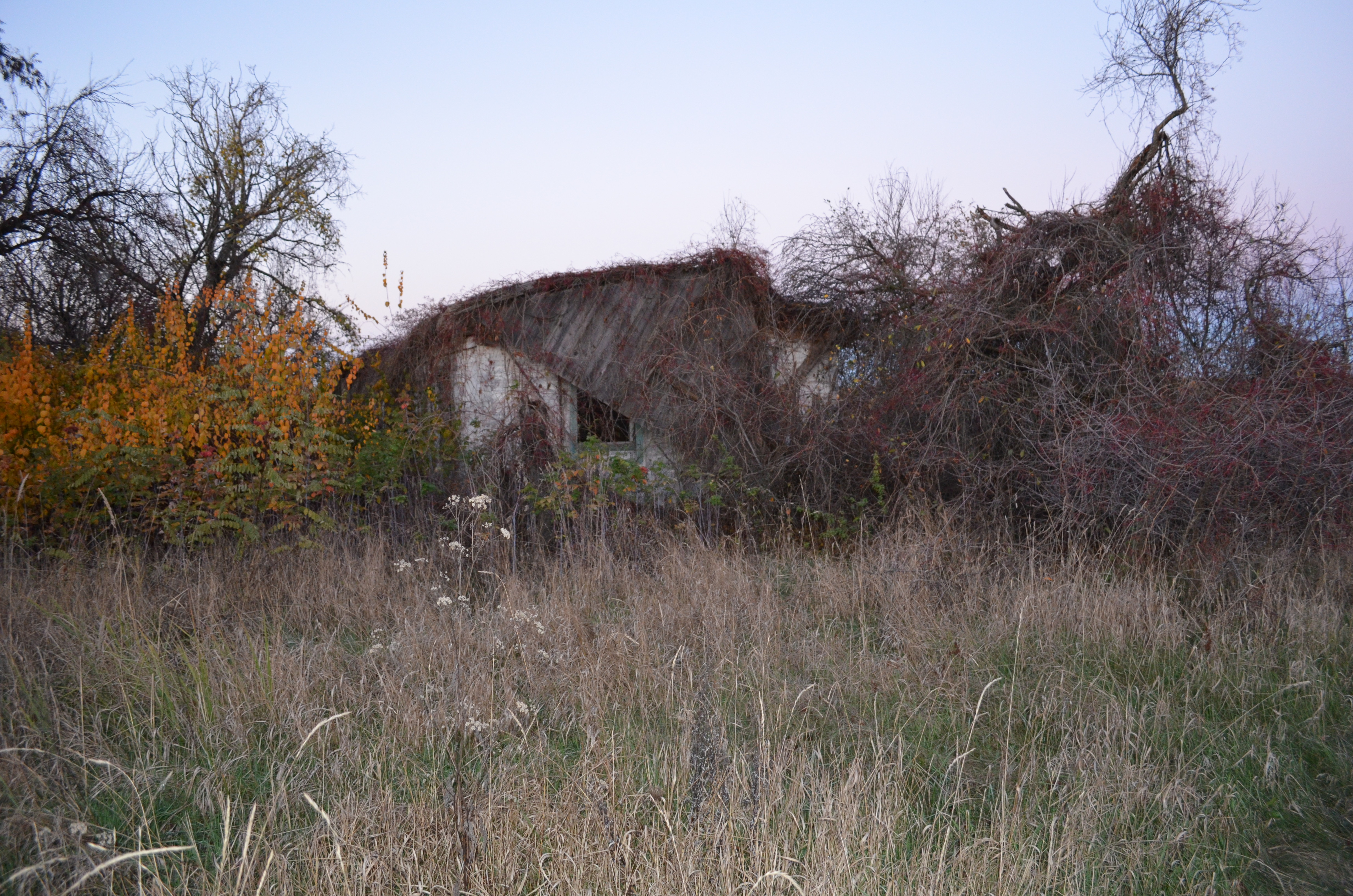